# Trần Quốc Trung (thiếu tướng)
Trần Quốc Trung là một tướng lĩnh của lực lượng Công an nhân dân Việt Nam với quân hàm Thiếu tướng. Nguyên là Phó Cục trưởng Cục Cảnh sát giao thông, Bộ Công an (Việt Nam).

## Sự nghiệp
Tháng 6 năm 2012, Trần Quốc Trung là Thượng tá, Trưởng phòng 4, Cục Cảnh sát đường thủy Việt Nam.
Tháng 2 năm 2014, Trần Quốc Trung là Đại tá, Phó Cục trưởng Cục Cảnh sát đường thủy.
Tháng 6 năm 2017, Trần Quốc Trung là Đại tá Công an nhân dân Việt Nam, Phó Cục trưởng Cục Cảnh sát giao thông, Bộ Công an (Việt Nam).
Tháng 8 năm 2018, Trần Quốc Trung là Thiếu tướng Công an nhân dân Việt Nam, Phó Cục trưởng Cục Cảnh sát giao thông, Bộ Công an (Việt Nam).

## Lịch sử thụ phong quân hàm
| Năm thụ phong | –      | 2018        |
| ------------- | ------ | ----------- |
| Quân hàm      |        |             |
| Cấp bậc       | Đại tá | Thiếu tướng |